# Microrregión de Cataguases
Lamicrorregión de Cataguases es una de las microrregiones del estado brasileño de Minas Gerais perteneciente a la mesorregión Zona del Bosque. Su población fue estimada en 2006 por el IBGE en 217.592 habitantes y está dividida en catorce municipios. Posee un área total de 3.921,800 km².

## Municipios
- Além Paraíba
- Argirita
- Cataguases
- Dona Eusébia
- Estrela Dalva
- Itamarati de Minas
- Laranjal
- Leopoldina
- Palma
- Pirapetinga
- Recreio
- Santana de Cataguases
- Santo Antônio do Aventureiro
- Volta Grande

- Datos: Q528224